# Falkenberg (Haut-Palatinat)
Falkenberg est un bourg (Markt) de l'arrondissement de Tirschenreuth situé dans le district du Haut-Palatinat (Bavière). La commune comptait 951 habitants au 31 décembre 2008.
Outre Falkenberg, la commune regroupe les villages et hameaux de Bodenreuth, Gumpen, Hammermühle, Hanfmühl, Holzmühl, Pirk, Seidlersreuth, Thann, Tannenlohe et Troglauermühle.

## Histoire
Falkenberg a été mentionnée pour la première fois en 1154 avec son château fort. Les domaines appartiennent aux seigneurs de Falkenberg, puis par mariage aux landgraves de Leuchtenberg. L'abbaye de Waldsassen achète le château et les terres en 1309 qui sont sécularisés en 1803. Falkenberg obtient les privilèges de marché (Marktrecht) en 1467.

## Architecture
- Château de Falkenberg, XIe siècle
- Auberge du XIIe siècle
- Monument aux morts de la Première Guerre mondiale datant de 1934
- Brasserie communale
- Église Saint-Pancrace